# Марселлус (селище, Нью-Йорк)
Марселлус (англ. Marcellus) — селище (англ. village) в США, в окрузі Онондага штату Нью-Йорк. Населення — 1745 осіб (2020).

## Географія
Марселлус розташований за координатами 42°59′2″ пн. ш. 76°20′25″ зх. д. / 42.98389° пн. ш. 76.34028° зх. д. (42.983760, -76.340197).  За даними Бюро перепису населення США в 2010 році селище мало площу 1,61 км², уся площа — суходіл.

## Демографія
Згідно з переписом 2010 року, у селищі мешкало 1813 осіб у 811 домогосподарстві у складі 448 родин. Густота населення становила 1126 осіб/км².  Було 876 помешкань (544/км²).
Расовий склад населення:
| - 96,6 % — білих - 0,7 % — азіатів - 0,3 % — корінних американців - 0,3 % — чорних або афроамериканців |

До двох чи більше рас належало 1,9 %. Частка іспаномовних становила 1,4 % від усіх жителів.
За віковим діапазоном населення розподілялося таким чином: 24,8 % — особи молодші 18 років, 56,6 % — особи у віці 18—64 років, 18,6 % — особи у віці 65 років та старші. Медіана віку мешканця становила 40,7 року. На 100 осіб жіночої статі у селищі припадало 86,5 чоловіків;  на 100 жінок у віці від 18 років та старших — 83,3 чоловіків також старших 18 років.
Середній дохід на одне домашнє господарство  становив 85 536 доларів США (медіана — 50 455), а середній дохід на одну сім'ю — 120 515 доларів (медіана — 81 528). Медіана доходів становила 54 375 доларів для чоловіків та 38 056 доларів для жінок. За межею бідності перебувало 5,6 % осіб, у тому числі 7,1 % дітей у віці до 18 років та 2,0 % осіб у віці 65 років та старших.
Цивільне працевлаштоване населення становило 813 осіб. Основні галузі зайнятості: освіта, охорона здоров'я та соціальна допомога — 22,9 %, роздрібна торгівля — 15,3 %, мистецтво, розваги та відпочинок — 12,1 %, науковці, спеціалісти, менеджери — 9,8 %.